# Coulouvray-Boisbenâtre
Coulouvray-Boisbenâtre is een gemeente in het Franse departement Manche in de regio Normandië. De plaats maakt deel uit van het arrondissement Avranches en sinds 22 maart 2015 van het kanton Villedieu-les-Poêles, toen het kanton Saint-Pois, waar de gemeente onder viel, werd opgeheven. De gemeente telde 529 inwoners op 1 januari 2022.

## Geografie
De oppervlakte van Coulouvray-Boisbenâtre bedraagt 17,25 vierkante kilometer; Op 1 januari 2022 was de bevolkingsdichtheid 30,7 inwoners per km².
De onderstaande kaart toont de ligging van Coulouvray-Boisbenâtre met de belangrijkste infrastructuur en aangrenzende gemeenten.

## Demografie
Onderstaande figuur toont het verloop van het inwonertal.
Beslon · La Bloutière · Boisyvon · Bourguenolles · Champrepus · La Chapelle-Cécelin · Le Chefresne · Chérencé-le-Héron · La Colombe · Coulouvray-Boisbenâtre · Fleury · Le Guislain ·La Haye-Bellefond · La Lande-d'Airou · Margueray · Maupertuis · Montabot · Montbray · Morigny · Percy · Sainte-Cécile · Saint-Martin-le-Bouillant · Saint-Maur-des-Bois · Saint-Pois · Le Tanu · La Trinité · Villebaudon · Villedieu-les-Poêles-Rouffigny